# Heinz Engelhardt (Politiker)
Gustav Heinz Engelhardt (* 1. Januar 1930 in Barmen-Elberfeld; † 9. Februar 2012 in Wuppertal) war ein deutscher Politiker der SPD.

## Ausbildung und Beruf
Heinz Engelhardt besuchte die Volksschule und das Gymnasium. Nach dessen Abschluss belegte er ein Studium der Medizin an der Universität zu Köln. Nach der Facharztausbildung war er Assistent an der zweiten Chirurgischen Universitätsklinik im Städtischen Krankenhaus Köln-Merheim.
Von 1986 bis 1996 war Engelhardt Direktor der Chirurgischen Klinik Wuppertal-Barmen. 1993–1996 war er Ärztlicher Direktor und Mitglied der Betriebsleitung des Klinikums Wuppertal GmbH. 1997 ging in den Ruhestand.

## Politik
Heinz Engelhardt war seit 1954 Mitglied der SPD. Von 1956 bis 1957 wirkte er als Vorsitzender der Jungsozialisten im Unterbezirk Wuppertal. Engelhardt war Mitglied im Krankenhausausschuss der Stadt Wuppertal sowie Landesarzt von Nordrhein-Westfalen im Arbeiter-Samariterbund. Er fungierte als Mitglied im Landesbeirat für Immissionsschutz von November 1970 bis Oktober 1975, außerdem trat er der ÖTV bei.
Heinz Engelhardt war vom 26. Juli 1970 bis zum 27. Mai 1975 direkt gewähltes Mitglied des 7. Landtages von Nordrhein-Westfalen für den Wahlkreis 057 Wuppertal II. Dort war er Mitglied im Ausschuss für Arbeit, Soziales, Gesundheit und Angelegenheiten der Vertriebenen und Flüchtlinge sowie im Ausschuss für Grubensicherheit.